# Gösta Salén
Gösta Salén   (Estocolm, 4 de gener de 1922 - 2002) va ser un regatista suec que va guanyar una medalla olímpica.
El 1948 va prendre part en els Jocs Olímpics d'Estiu de Londres, on a bord de l'Ali-Baba II i en companyia de Tore Holm, Martin Hindorff, Torsten Lord i Karl-Robert Ameln, guanyà la medalla de bronze en la prova dels 6 metres.